# 노헤지역
노헤지역(일본어: 野辺地駅 노헤지에키[*])는 일본 아오모리현 가미키타군 노헤지정에 위치한 아오이모리 철도 아오이모리 철도선과 동일본 여객철도 오미나토 선이 만나는 철도역이다. 이 역은 오미나토 선의 남쪽 종점이며, 아오이모리 선의 종점인 아오모리 역부터 44.6Km 떨어진 역이다.

## 승강장
단식 승강장 1면 1선과 섬식 승강장 2면 4선으로 구성된다. 역사와 각각 승강장은 과선교로 이어져 있다.

### 타는 곳
| 번호  | 노선                | 방향 | 행선                                    | 비교                                                         |
| ----- | ------------------- | ---- | --------------------------------------- | ------------------------------------------------------------ |
| 1     | ■ 오미나토 선       | -    | 무쓰요코하마 · 시모카타 · 오미나토 방면 |                                                              |
| 1     | ■ 아오이모리 철도선 | 하행 | 아사무시온센 · 아오모리 방면            | 오미나토 선으로부터 직결운행 열차가 사용                     |
| 2     | ■ 아오이모리 철도선 | 상행 | 미사와 · 하치노헤 방면                  | 대피열차 또는 오미나토 선으로부터 직결운행 열차가 사용       |
| 2     | ■ 아오이모리 철도선 | 하행 | 아사무시온센 · 아오모리 방면            | 당역 시발 열차 또는 오미나토 선으로부터 직결운행 열차가 사용 |
| 2     | ■ 오미나토 선       | -    | 무쓰요코하마 · 시모카타 · 오미나토 방면 |                                                              |
| 3     | ■ 아오이모리 철도선 | 상행 | 미사와 · 하치노헤 방면                  |                                                              |
| 4 · 5 | ■ 아오이모리 철도선 | 하행 | 아사무시온센 · 아오모리 방면            |                                                              |

## 역세권 정보
- 노헤지 정청(町廳)
- 노헤지 경찰소
- 국도 제4호선
- 국도 제279호선

## 역사
- 1891년 9월 1일: 영업 개시.
- 1893년 5월: 방설림(ja) 설치
- 1906년 7월 1일: 국유화됨.
- 1921년 3월 20일: 오미나토 경편선(현재 오미나토 선)이 개통.
- 1954년 3월 15일: 근처 미사와 기지에서 온 F-84 썬더제트가 노헤지 역의 상부를 들이박으면서 역 건물이 파괴되었고 스무 명의 사람들이 사망하였다. 폭발은 3미터 폭의 2미터 깊이의 구멍을 남겼으며 도호쿠 본선의 객차를 화마로 밀어넣었다. 1번에서 3번 승강장도 파괴되었다. 조종사는 탈출했지만 낙하산이 펼쳐지지 않았고 그는 또한 사망하였다.
- 1968년 8월 5일: 남부 종관 철도가 노헤지 역으로부터 운행을 시작했다.
- 1987년 4월 1일 : 민영화에 따라, 도호쿠 본선 및 오미나토 선은 동일본 여객철도가 계승.
- 1997년 5월 5일: 남부 종관 철도가 영업을 휴지(2002년 8월 1일 폐지, 2005년 5월 6일에 승강장 철거)
- 2010년 12월 4일 : 도호쿠 신칸센이 신아오모리역까지 연장 개통함에 따라 도호쿠 본선은 아오이모리 철도로 이관.